# ジャン・クロード・ボレリー

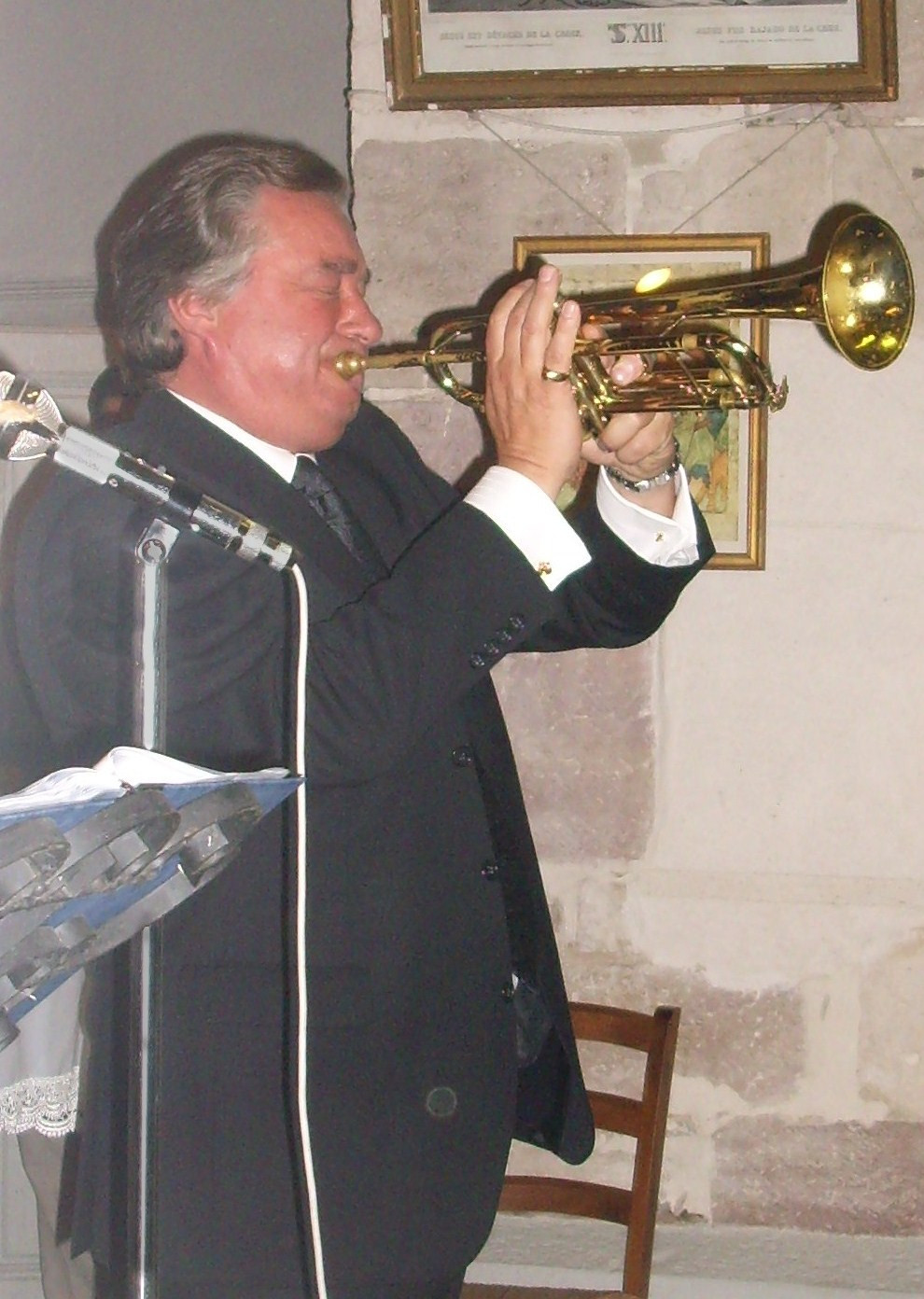
ジャン・クロード・ボレリー

ジャン・クロード・ボレリー（Jean-Claude Borelly、1953年7月2日 - ）はフランスのトランペット奏者。

## 来歴・人物
1953年7月2日生まれ。パリ音楽院でクラシック音楽を学んだ後、音楽学校でトランペットを教えるかたわら、スタジオ・ミュージシャンや歌手の伴奏者として、プロの道へ進んだ。やがてプロデューサーのオリヴィエ・トゥッサンの目に留まり、1974年にフランス映画『Un linceul n'a pas de poche（フランス語版）』の主題曲『ドランの微笑』を演奏。映画はヒットしなかったものの、翌1975年にラジオで曲が取り上げられたことから人気が急上昇、再録音したレコードはフランスのヒット・チャートの第１位に輝いた。こうしてソロデビューを果たし、その後もヒット曲を続けて、約2年間に9枚のアルバムを発表している。
日本では1977年、『渚のトランペット』でキングレコードからデビュー。1980年からは、共にフランスのデルフィン・レコード所属のリチャード・クレイダーマンと同じく、ビクター音楽産業（現・ビクターエンタテインメント）からアルバムが発売された。1981年に来日した際はクレイダーマンのコンサートにゲスト出演、翌1982年から1984年まで毎年、日本でコンサートを行った。また1982年にはフジテレビ放映のテレビドラマ『夕映え天使』の主題曲として『街角のシレーヌ』が使用され、シングルレコードも発売された。その後、日本ではコンサートやオリジナルアルバムの発売はなかったが、1998年にNHK教育テレビの趣味悠々「リチャード・クレイダーマンのピアノレッスン」にゲスト出演し、新曲を加えたベスト盤CDがビクターエンタテインメントから発売されている。
オリジナル曲だけでなく、クラシックから映画音楽、ポップス、ラテンなど演奏の幅は広く、ヒット曲のカヴァーも多い。リチャード・クレイダーマンとはコンサートでの共演の他、互いの曲をカバーし合うこともあった（クレイダーマンのデビュー曲『渚のアデリーヌ』も演奏している）。また、音楽学校でルーマニア人の教え子から習ったというパンフルートも得意としており、デビュー曲の『ドランの微笑』など、よく演奏に取り入れていた。『ドランの微笑』と『街角のシレーヌ』は、トランペットを使わずパンフルートだけのバージョンもある。

## 代表曲
- ドランの微笑 Dolannes Melody
- 渚のトランペット Le Concerto de la Mer
  - STVラジオのラジオ番組ウイークエンドバラエティ 日高晤郎ショーおよび後継番組の「ウイークエンドバラエティ 日高晤郎ショー フォーエバー」で、1983年～2019年までの36年間エンディングテーマとして使用されていた。
- 街角のシレーヌ Sérénade pour deux Amours
- 渚のセレナーデ Love Serenade
- 哀愁のトランペット Vanja's Theme
- 蒼い古城 Les Remparts（リチャード･クレイダーマンの『レディー・ディー』Lady Di）